# BRAVE (格闘技ジム)
BRAVE（ブレイブ）は、宮田和幸が主宰する総合格闘技のジム。

## 概要
総合格闘家であった宮田和幸が、出稽古中心だった自身の練習を見直すため、北千住にジムを開いた。
宮田の引退後は、三郷、草加、世田谷、麻布十番に支部を開く。また、所属選手に練習に専念できる環境を与えるため内弟子制度を設け、三郷のジムにある寮に住まわせている。
宮田がトライフォース赤坂のオーナー堀鉄平と同級生であった縁からトライフォース赤坂と業務提携をしており、BRAVE所属選手のトライフォース赤坂での練習参加、三郷ジムにおいてトライフォース柔術アカデミーによるクラスの開催が行われている。

## 主な所属選手
- 芦田崇宏（第8代DEEPフェザー級王者）
- 竿本樹生（第4代ZSTフライ級王者）
- 伊藤空也（第6代GRACHANバンタム級王者）
- 原口央（第3代GLADIATORフェザー級王者）
- 原口伸（GRACHANライト級暫定王者・全日本レスリング選手権男子フリースタイル70kg級優勝）
- 川中孝浩（第4代GRACHANウェルター級王者）
- 上田幹雄（第12回全世界空手道選手権大会優勝）
- 久保優太 （初代K-1WORLDGPウェルター級王者、GLORYフェザー級SLAM世界トーナメント2013王者）
- 野村駿太（第13代DEEPライト級王者）
- 黒井海成（2023J-MMA Rookies CUP フェザー級優勝）
- 三浦孝太
- 木村柊也
- 岸本篤史
- マックス・ザ・ボディ
- レバナ・エゼキエル

## 過去の所属選手
- 武田光司（第9代DEEPライト級王者）
- 鈴木隼人（初代GRACHANフライ級王者、2020年7月8日付けで引退）